# Elizabeth Deirdre Doocey, Baroness Doocey

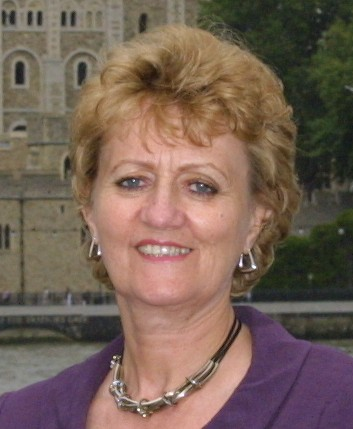
Baroness Doocey

Elizabeth Deirdre Doocey, Baroness Doocey OBE (* 2. Mai 1948), ist eine britische Politikerin der Liberal Democrats und ehemalige Vorsitzende der  London Assembly.

## Biografie
Sie wurde als Elizabeth Deirdre O’Keefe in Drumcondra, Dublin geboren. Sie ist verheiratet mit Jim Doocey, mit dem sie einen Sohn hat.
Während der späten 1970er und 1980er Jahre war Doocey Director of Finance and Administration der Liberalen Partei. Sie war von 1986 bis 1994 Ratsmitglied im London Borough of Richmond upon Thames. Sie war seit 1992 Wahlkampfmanager von Dr Vince Cable.
Sie gehörte von 2004 bis 2012 der London Assembly an. Sie war zunächst in der Bezirksversammlung von South West London und trat 2004 zur Wahl in die London Assembly an, verlor jedoch mit einer Differenz von 4057 Stimmen gegen den konservativen Herausforderer Tony Arbour. Als Fünfte auf der Parteiliste der Liberalen Partei zog sie dennoch in die Assembly ein. 2008 zog sie erneut ein, verlor jedoch die Wahl 2012.
Von 2010 bis 2011 war sie die Vorsitzende der London Assembly und von 2011 bis 2012 die stellvertretende Vorsitzende. Von 2004 bis 2010 und erneut von 2011 bis 2012 war sie die Vorsitzende des Ausschusses für Wirtschaftliche Entwicklung, Kultur, Sport und Tourismus, der unter anderem für die Vorbereitung der Olympischen Sommerspiele 2012 und der Sommer-Paralympics 2012 zuständig war.
Von 2006 bis 2012 war Doocey Angehörige der Metropolitan Police Authority, der Aufsichtsbehörde der Londoner Polizei. Von 2011 bis 2012 war sie Vorsitzende des Finanzausschusses und auch Vorsitzende des Unterausschusses für die Olympischen und Paralympischen Spiele. Sie vertrat den Bürgermeister von London im Olympischen Sicherheitsausschuss des Innenministeriums.
Vor ihrer politischen Karriere betrieb sie eine Consultingfirma, DD Enterprises.
Am 21. Dezember 2010 wurde sie als Baroness Doocey, of Hampton in the London Borough of Richmond upon Thames, zum Life Peer erhoben. Sie sitzt für die Liberalen Demokraten im House of Lords.